# کاتزانو سانتاندره‌آ
کاتزانو سانتاندره‌آ (به ایتالیایی: Cazzano Sant'Andrea) یک کومونه در ایتالیا است که در استان برگامو واقع شده‌است. کاتزانو سانتاندره‌آ ۲٫۰ کیلومتر مربع مساحت و ۱٬۴۶۲ نفر جمعیت دارد و ۵۰۴ متر بالاتر از سطح دریا واقع شده‌است.